# Gersweiler
Ne doit pas être confondu avec Guersviller.
Gersweiler (Guerresviller en français, Gärschweihla en sarrois) est un quartier de la ville allemande de Sarrebruck en Sarre.

## Géographie
Gersweiler se situe au-dessus d'une large vallée creusée par la Sarre. Au sud, Gersweiler borde la forêt Stiftswald de St. Arnual.
Le quartier se divise en plusieurs lieux, Guerresviller-Centre (Gersweiler-Mitte en allemand) à l'est, au nord-est et au centre, Sprinkshaus au sud et Ottenhausen au nord-ouest. Les frontières exactes ne sont définies que par l'usage, selon lequel la limite entre Gersweiler et Ottenhausen se situe au carrefour entre la Hauptstraße et la Theresienstraße, et celle entre  Gersweiler et Sprinkshaus au carrefour entre la Krughütter Straße et Am Aschbacherhof.
Plusieurs villages et quartiers de la ville de Sarrebruck sont limitrophes de Gersweiler ; ce sont, dans le sens des aiguilles du montre et en commençant au nord : Altenkessel, Burbach (tous les deux de l'autre côté de la Sarre), Vieux-Sarrebruck (jusqu'au pied du Mont Schanzen, car Gersweiler commence peu avant sa gare), Schnœneck (département de la Moselle, en France), Klarenthal, Fenne et Luisenthal (tous les deux quartiers de Völklingen).
La commune de Gersweiler est constituée des anciens quartiers de Gersweiler, Ottenhausen, Neu-Aschbach et Stangenmühle. Avec la réforme de fusion de 1974, Gersweiler devient un quartier de la ville de Sarrebruck.

## Histoire
Des fragments de lieux et rues préhistoriques et romaines ont été découverts sur le territoire de Gersweiler.
La plus vieille mention documentaire trouvée remonte à 1252 et concerne le quartier Aschbach qui a disparu au XVIe siècle. En 1312, les quartiers Gersweiler et Ottenhausen sont mentionnés pour la première fois.
Après la chute du Stift Sankt Arnual (de), la commune de Guerresviller (nommée Guerresviller-Vallée-Couleur sous la domination française) a été autonome jusqu'à son rattachement à la ville de Sarrebruck le 1er janvier 1974.

## Transports
Au nord de Gersweiler, l'autoroute 620 fait le lien entre Gersweiler et le centre-ville de Sarrebruck d'une part, et  Ottenhausen d'autre part. La Landstraße L 261, traverse Gersweiler, sur son trajet de Burbach vers le Warndt.
Côté nord aussi la voie ferrée Rosseltalbahn (de), avec deux voies pour les trains de marchandises, menant à la gare de Sarrebruck et à Grande Roselle, traverse Gersweiler et Ottenhausen.

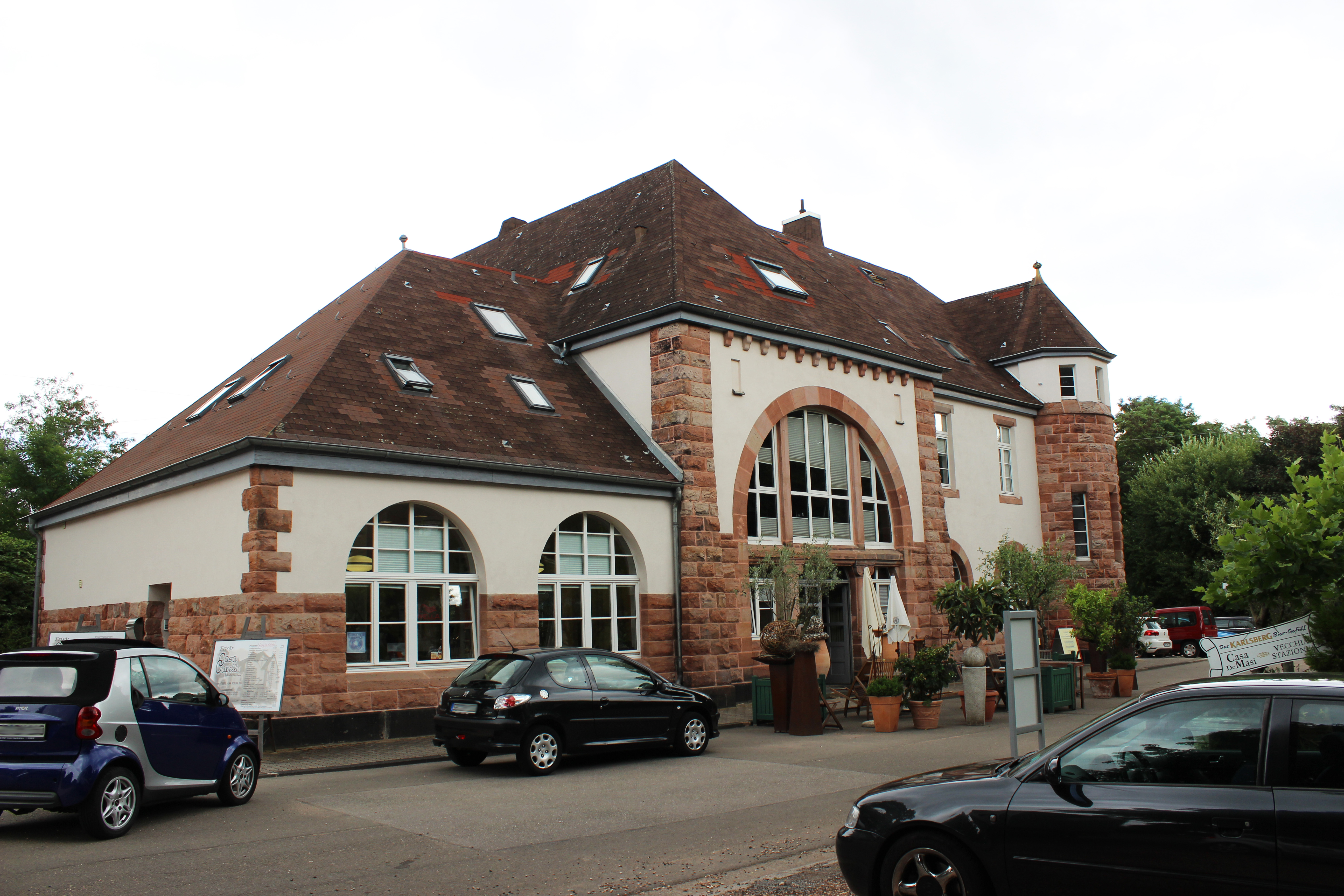
L'ancienne gare.

### Trafic public local
Les transports locaux sont gérés par l’ÖPNV (c'est-à-dire la Saarbahn) et l’OTV (Organisation de trafic Vœklange, Völklinger Verkehrsbetriebe/VVB). Les transports locaux sont les lignes 103 vers Sulzbach-Altenwald, 104 vers Spiesen-Elversberg, 134 et 814 vers Rastpfuhl, 198 vers Vœklange, 166 vers Grande Rosselle, 813 vers Altenkessel et Burbach, 845 vers Rotenbühl et 847 vers le Château de Sarrebruck.

## Lieux et monuments

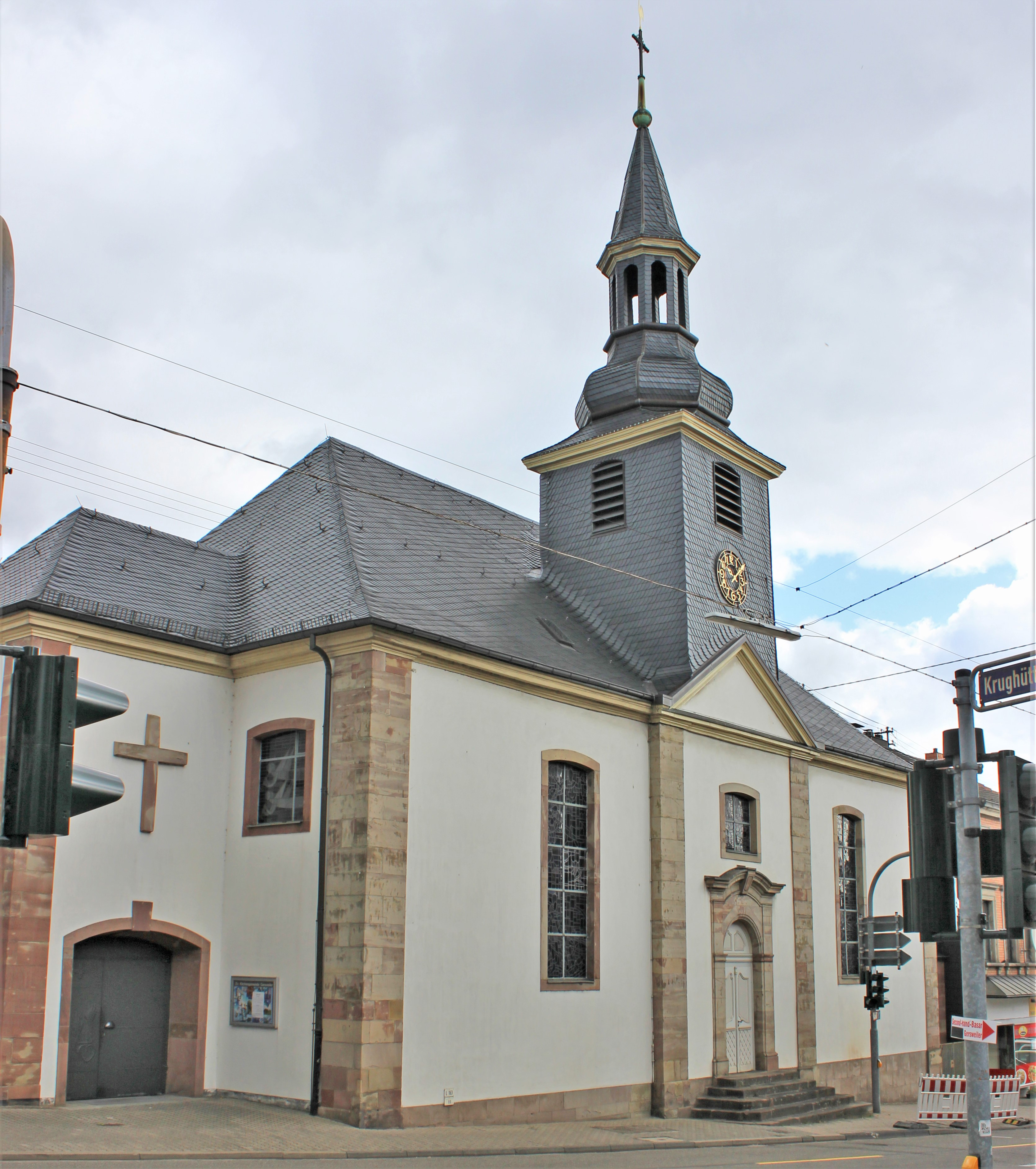
Église évangalique
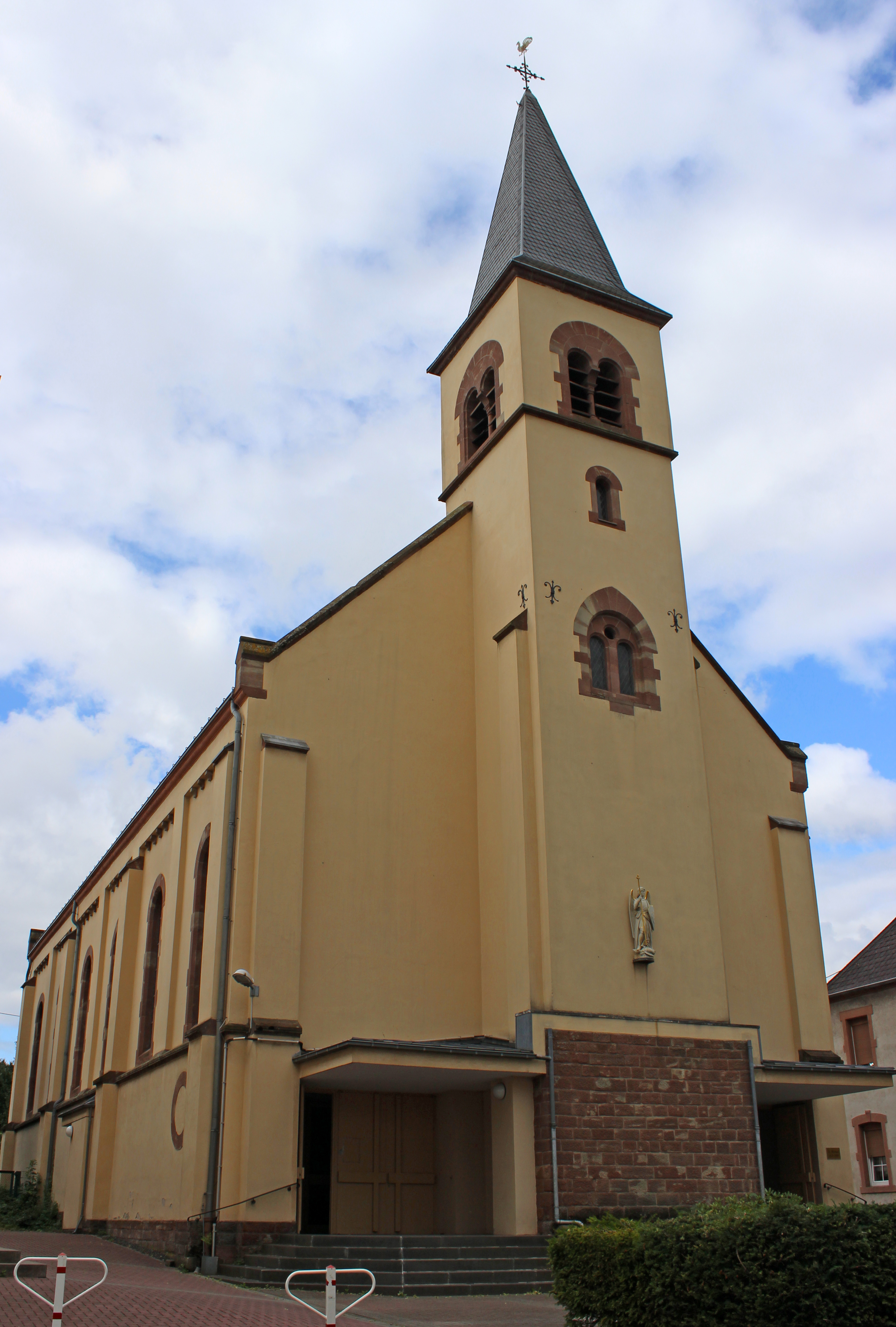
Église Saint-Michel
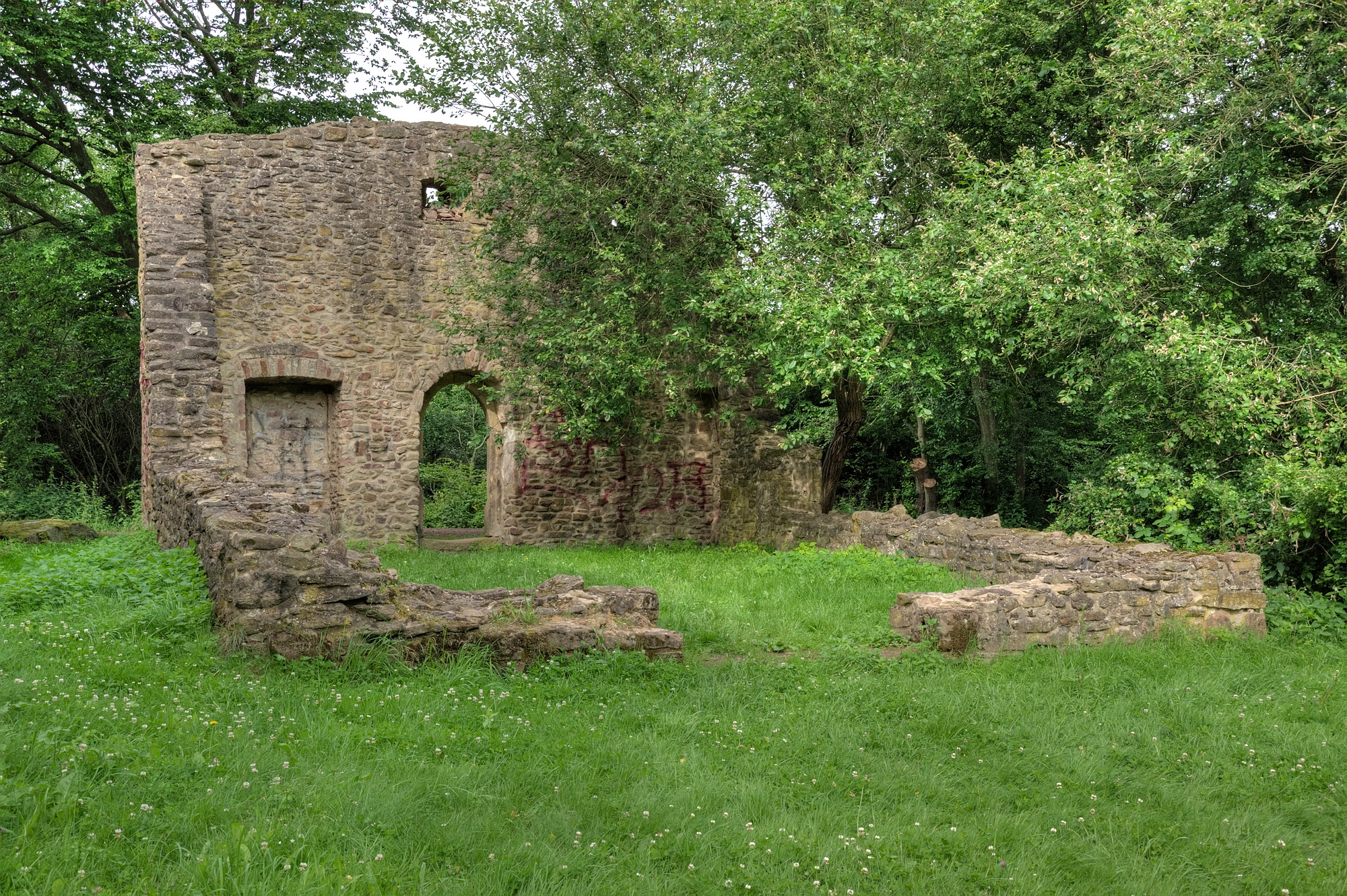
Ruine de l'Église d'Aschbach
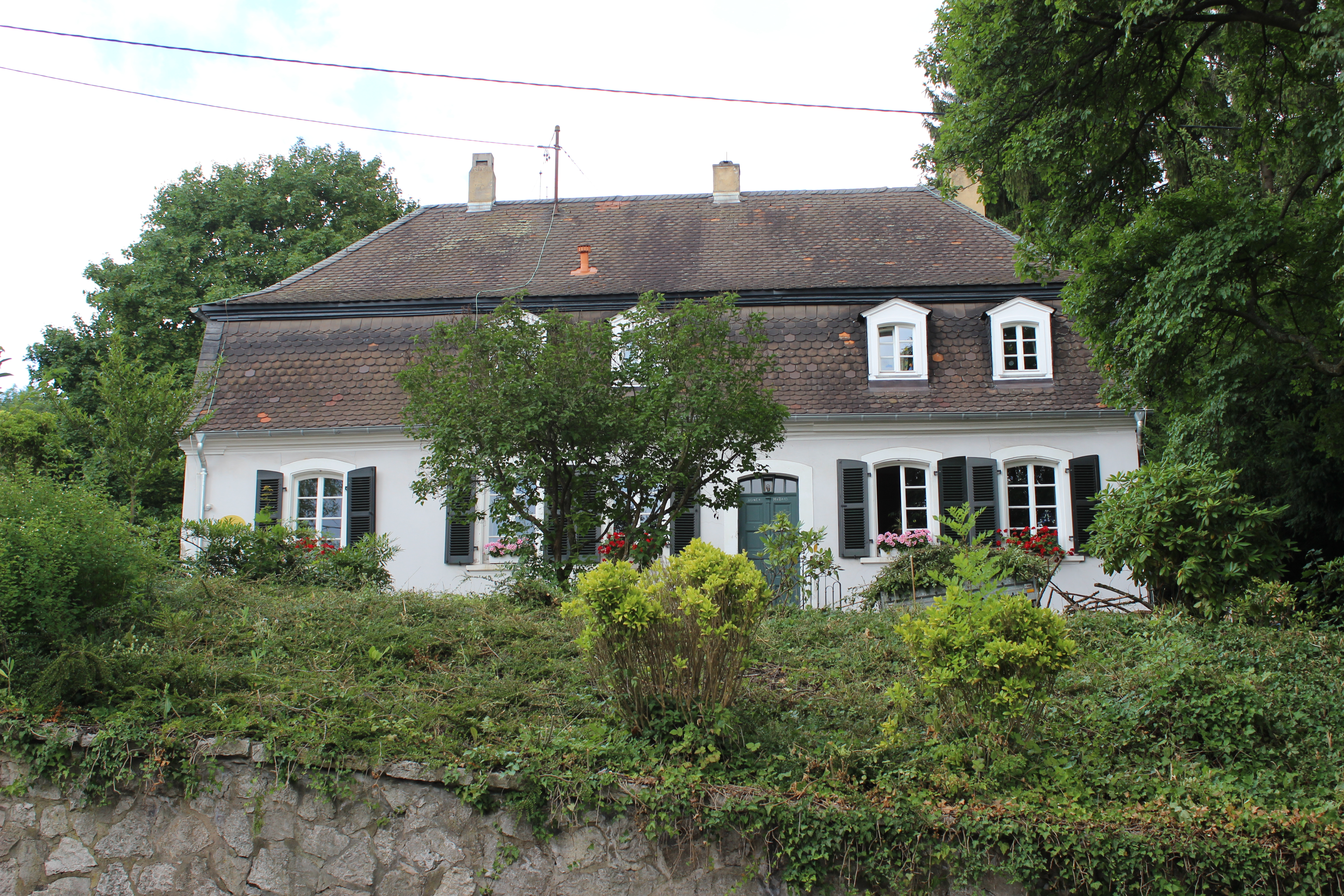
Maison forestière Saint Arnual
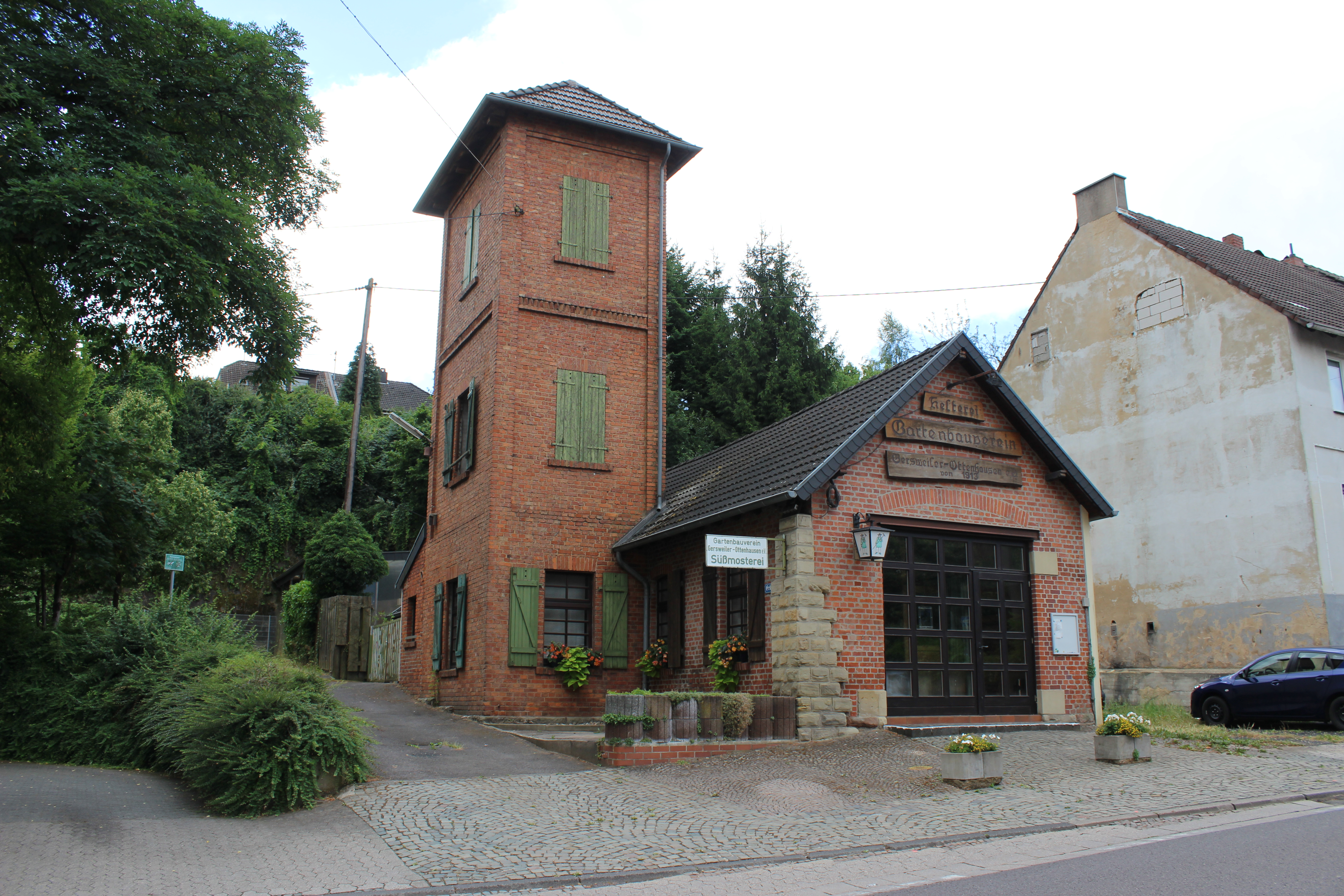
Ancienne caserne de pompiers
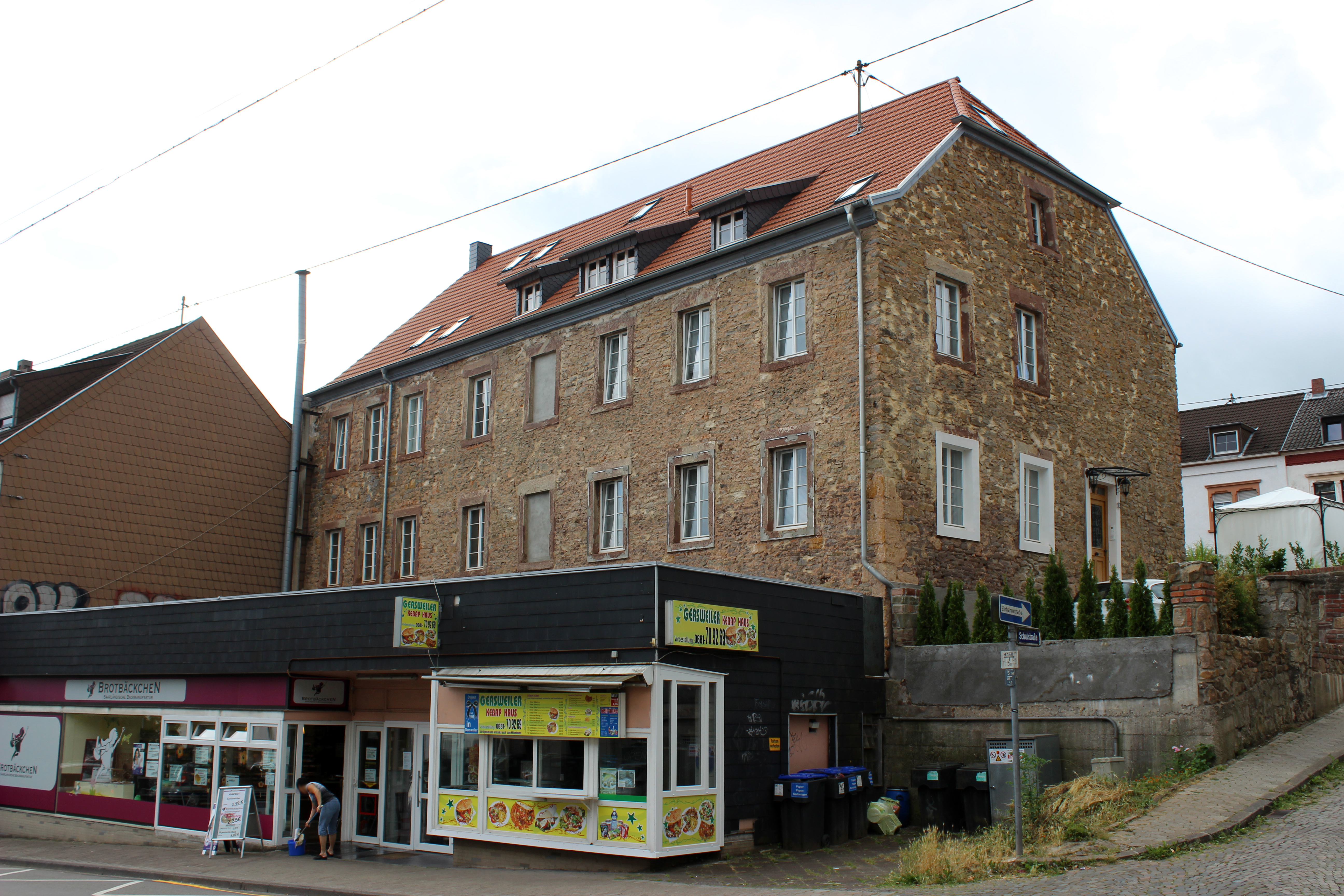
Ancienne école

## Associations
- DLRG (« Fédération des Maîtres Nageurs Sauveteurs ») Gersweiler
- Association régionale de Guerresviller et Ottenhausen
- Association sportive Guerresviller-Ottenhausen 1910 e. V.